# Prosevania villosa
Prosevania villosa är en stekelart som först beskrevs av Günther Enderlein 1901.  Prosevania villosa ingår i släktet Prosevania och familjen hungersteklar. Inga underarter finns listade i Catalogue of Life.